# Bayernpartei
Die Bayernpartei e. V. (Kurzbezeichnung: BP) ist eine Landespartei in Bayern und strebt die Wiedererlangung der Unabhängigkeit des Freistaates an.
Die BP beteiligt sich regelmäßig an Wahlen in Bayern sowie an Bundestags- und Europawahlen. Sie ist Mitglied der Europäischen Freien Allianz (EFA).
In der Politikwissenschaft wird die Bayernpartei als „regionalistisch-separatistische Partei mit wertkonservativem Programm“, „extrem-föderalistisch“ und als „liberale Partei mit konservativen Einschlägen“ beschrieben. Eines ihrer politischen Ziele – neben der Stärkung der Bürgerrechte und der Vereinfachung des Steuerrechtes – ist die Möglichkeit einer Volksabstimmung über den Austritt Bayerns aus dem deutschen Staatsverband.
Im 1. Deutschen Bundestag war die Bayernpartei mit 17 Abgeordneten vertreten. Von 1954 bis 1957 war sie im Rahmen der Viererkoalition und von 1962 bis 1966 durch eine Koalition mit der CSU an der Bayerischen Staatsregierung beteiligt. Mit ihrem Ausscheiden aus dem Bayerischen Landtag nach der Landtagswahl 1966 verlor sie an Einfluss und ist heute nur noch auf kommunaler Ebene und im Bezirkstag von Oberbayern vertreten.

## Geschichte

### Gründung 1946 und Erfolge der ersten Jahre
Die Bayernpartei wurde am 28. Oktober 1946 in München durch Ludwig Lallinger und Jakob Fischbacher gegründet. Als ihre Vorläufer können die Bayerische Volkspartei von 1918 und damit letztendlich auch die Bayerische Patriotenpartei von 1868 sowie der Bayerische Bauernbund von 1893 gelten. Die BP wurde erst nach der CSU gegründet, weil die amerikanische Besatzungsmacht ihr die Lizenz später erteilte. Zur Lizenzierung auf Landesebene kam es am 29. März 1948.
In der Folge sammelten sich in der BP bayerische Konservative, Monarchisten und Separatisten, darunter der Gründer des Harnier-Kreises, der ehemalige Widerstandskämpfer Heinrich Weiß. Hinzu kamen enttäuschte CSU-Mitglieder, darunter am prominentesten Joseph Baumgartner, der im Januar 1948 die eigentliche Führungsfigur wurde. Zwischen 1948 und 1950 konnte die Partei von einer inneren Krise der CSU profitieren.
In den Wahlkämpfen arbeitete die Bayernpartei mit kurzen, scharfen Slogans. Die mittelständische, bäuerliche und liberale Partei sah sich als einzige wirklich bayerische Partei und forderte die Eigenständigkeit des bayerischen Freistaates. Zunächst propagierte die BP die Idee eines völkerrechtlich unabhängigen Staates. Nachdem Bayern 1949 Mitglied der Bundesrepublik geworden war, setzte sie auf einen starken Föderalismus im Bund.
Die ersten Wahlen, an denen die Bayernpartei teilnahm, waren die Kommunalwahlen vom 30. Mai 1948. Sie stellte 153 Stadträte in kreisfreien Städten (CSU: 307) und 309 Kreisräte in Landkreisen (CSU: 2642). Bei den folgenden Kommunalwahlen, am 30. März 1952, konnte sie das Kräfteverhältnis zur CSU teilweise sogar verbessern, blieb aber doch immer deutlich hinter der CSU zurück.
Nach 1948 folgte die Bundestagswahl von 1949, bei der die BP bundesweit auf 4,2 % kam. Da die Fünf-Prozent-Hürde bei dieser Wahl aber nur pro Bundesland galt, ihr Stimmenanteil in Bayern 20,9 % ausmachte und sie außerdem mehrere Direktmandate gewann, zog sie mit 17 Mandaten in den Bundestag ein. Dort arbeitete sie mit anderen regionalen Parteien zusammen, um Fraktionsstatus zu erlangen (Föderalistische Union, 1951–1953). Danach gelangte die Partei nicht mehr in den Bundestag: 1953 hatte sie zwar 9,2 Prozent in Bayern, die Fünf-Prozent-Hürde galt aber bundesweit, 1957 waren es noch 3,2 % für die Föderalistische Union.
In der Landtagswahl 1950 erhielt die Bayernpartei knapp 18 Prozent der Stimmen.

### Wahlverluste ab 1950

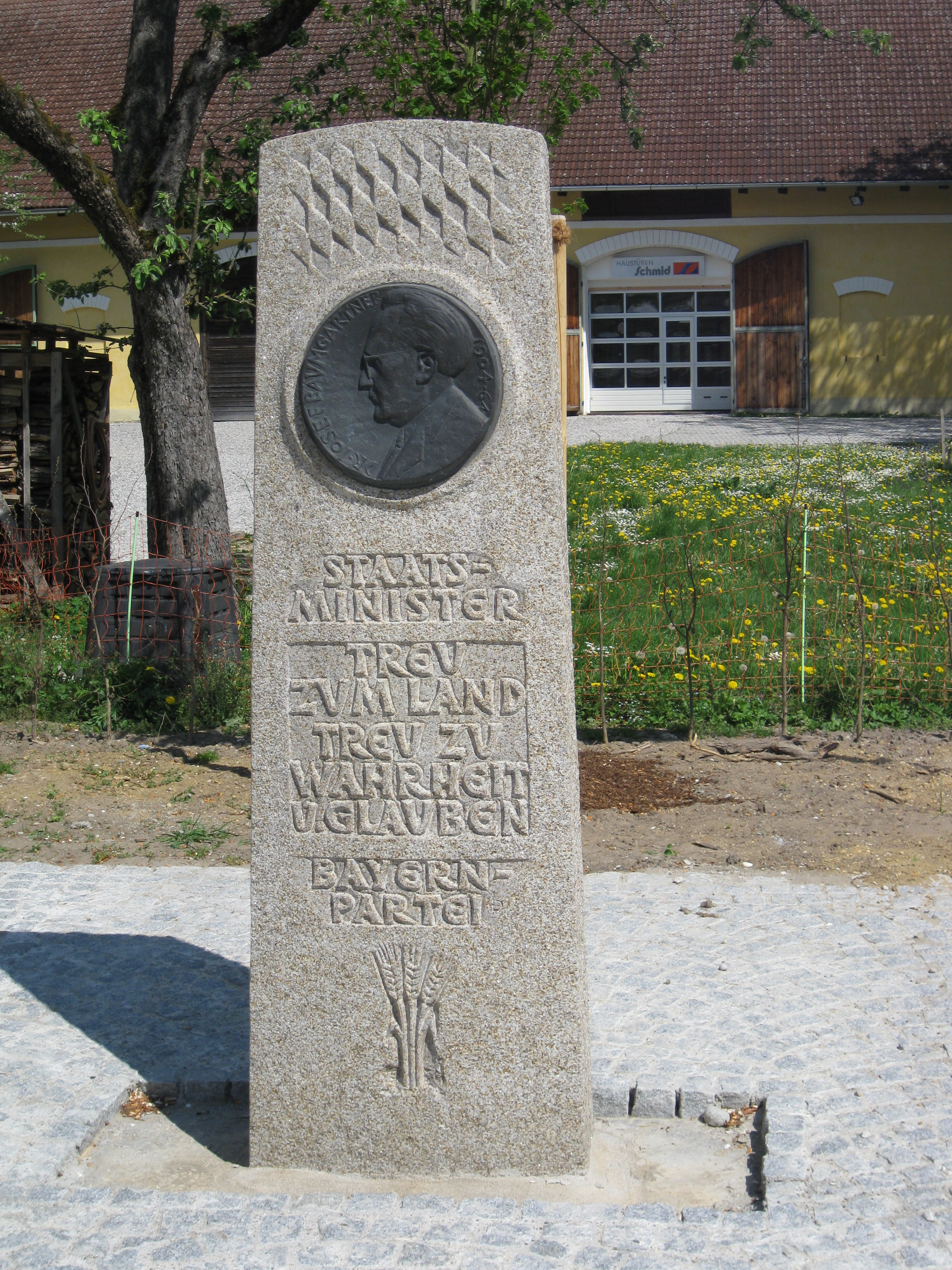
Denkmal für Joseph Baumgartner in seiner Heimatgemeinde Sulzemoos

Die Bayernpartei hatte ihren Schwerpunkt in Altbayern: in Niederbayern, Oberbayern und der Oberpfalz. Trotz ihres Slogans „Bayern den Bayern“ fand sie kaum Anerkennung als gesamtbayerische Staatspartei. In katholischen Kreisen wandte man sich gegen eine Aufsplitterung katholischer Stimmen auf CSU und BP. Der Klerus bevorzugte die CSU. Der Niedergang der BP begann bereits mit der Festigung der Bundesrepublik, welche den staats- und völkerrechtlichen Status Bayerns entschied. Die Bundes- und Landtagswahlen der 1950er Jahre waren von stetigen Stimmenrückgängen gekennzeichnet. Hinzu kam die angebliche Verwicklung der Bayernpartei in die sogenannte Spielbankenaffäre. Die Spielbankenaffäre wurde vor allem von der CSU vorangetrieben. Diese Affäre nutzte am Ende hauptsächlich der CSU und war ein Grund dafür, dass die CSU zur dominierenden politischen Kraft aufsteigen konnte.
Schon die 17,9 Prozent bei der Landtagswahl 1950 bedeuteten einen Verlust gegenüber der Bundestagswahl im vorangegangenen Jahr. Es folgten bei der Wahl 1954 13,4 und 1958 8,1 Prozent. Die Wahl 1962 war die letzte, bei der sie – mit 4,8 Prozent – noch Mandate erhielt. In Bayern war die Partei damit bis 1958 drittstärkste Kraft.
Die CSU entschied sich 1950 für eine Koalition mit der SPD, was die BP verbitterte. Als 1953 die CSU bei der Bundestagswahl starke Gewinne erzielte, die BP dagegen sämtliche Direktmandate verloren hatte und nicht mehr in den Bundestag gewählt worden war, traten viele konservative BP-Mitglieder zur CSU über. Die Folge war eine Stärkung der eher liberalen und zwar katholischen, aber antiklerikalen Kräfte in der BP, was die Partei wiederum für die SPD interessanter machte. Tatsächlich bildete sie mit der SPD, der Vertriebenenpartei BHE und der FDP von 1954 bis 1957 die Landesregierung. Baumgartner wurde stellvertretender Ministerpräsident. Dieses ideologisch und wirtschaftspolitisch sehr bunte Bündnis war nur möglich, weil damals die Kulturpolitik im Vordergrund stand und alle vier Parteien der CSU und der ihr nahestehenden katholischen Kirche gegenüberstanden. Hinzu kam, dass die BP-Politiker in die Regierung strebten und sich damit für die Abweisung durch die CSU 1950 revanchieren wollten. Das Bündnis zerbrach 1957, und die BP geriet ins Visier der Ermittlungen über die sogenannte Spielbankenaffäre.

### Spielbankenaffäre
Nach 1958 teilte die strategische Haltung zur CSU die Anhängerschaft. Sollte sich die BP weiterhin von der CSU abgrenzen oder ihr ein Koalitionsangebot machen, eventuell sogar zur Wahl der CSU auf Bundesebene aufrufen?
1959 gelang der CSU ein entscheidender Schlag gegen die Konkurrenz der Bayernpartei. Ein Teil der Parteispitze der BP wurde am 8. August in der so genannten „Spielbankenaffäre“ wegen eidlicher Falschaussage zu erheblichen Zuchthausstrafen verurteilt, was die CSU medienwirksam für sich zu nutzen wusste. Aber selbst der ehemalige CSU-Ministerpräsident und Justizminister Hans Ehard nannte diesen Richterspruch später „ein barbarisches Urteil“: „Man hat die beiden Politiker im Untersuchungsausschuss in Nebensächlichkeiten drauflosschwören lassen. Es ist doch vergleichsweise ganz wurscht, ob einer gelbe Stiefel angehabt hat oder rote.“ Die CSU hatte vorher Belastungsmaterial gegen die BP gesammelt und war in die undurchsichtige Aufdeckung des Falls verwickelt.
Ein Zeuge berichtete unter Eid über ein Gespräch zwischen dem Spielbanken-Anwärter Karl Freisehner und dem damaligen CSU-Generalsekretär Friedrich Zimmermann, das er 1958 in einem Salzburger Hotel belauscht hatte: Zimmermann habe Freisehner damals Roulette-Konzessionen zugesagt, wenn dieser mit einer Selbstanzeige die Bayernpartei-Führer belaste. Zimmermann wurde kurze Zeit später ebenfalls wegen Meineids in erster Instanz zu einer (vergleichsweise geringen) Freiheitsstrafe von 4 Monaten verurteilt. Dieses Urteil wurde jedoch in zweiter Instanz aufgehoben, da Zimmermann in der entscheidenden Phase seiner Aussage gegen die Bayernpartei laut einem nachträglich beigebrachten Gutachter wegen Unterzuckerung einen Blackout gehabt hatte. In seiner Gesamtwürdigung der Verhandlung hielt das Gericht allerdings fest: „Es kann keine Rede davon sein, dass die Unschuld des Angeklagten erwiesen wäre…“. Zum Gutachter bemerkte Zimmermann laut dem Spiegel selbst: „Der ist von meiner Verteidigung benannt worden, den hab’ ich zum ersten mal im Gerichtssaal gesehen.“
Die Aufklärung der Affäre im Laufe der Jahre (insbesondere durch den Spiegel) kam zu spät, um den Niedergang der Partei in den folgenden Jahren aufzuhalten. Nachdem die BP bei der Landtagswahl 1962 nur noch in Niederbayern knapp die damals gültige Hürde von 10 Prozent in einem Regierungsbezirk genommen hatte und mit acht Abgeordneten in den Landtag eingezogen war, schloss sie ein Regierungsbündnis mit der im Landtag mit einer knappen absoluten Mandatsmehrheit ausgestatteten CSU. In der Regierung war sie lediglich mit dem Staatssekretär im Innenministerium Robert Wehgartner vertreten. Wehgartner trat im Jahre 1966 zur CSU über. Auch durch andere Übertritte von Landtagsabgeordneten wurde die BP marginalisiert und zog 1966 nicht mehr in den Landtag ein (7,3 % in Niederbayern, 3,4 % im Land).

### Der Weg zur Kleinpartei (1966–1978)
Mit dem Ausscheiden aus dem Bayerischen Landtag folgte der Verlust überregionaler politischer Bedeutung, wozu auch Abspaltungen von der BP beitrugen. 1967 verließ der Parteivorsitzende Kalkbrenner mit seinen Anhängern die Bayernpartei, nachdem er vergeblich versucht hatte, in der Partei einen Reformprozess einzuleiten. Er gründete die Bayerische Staatspartei (BSP).
Erstmals nach 1957 beteiligte sich die Bayernpartei im Jahr 1969 mit einer Landesliste an Bundestagswahlen, erzielte jedoch nur 0,9 Prozent der abgegebenen gültigen Stimmen in Bayern. In der Folge versuchte die Bayernpartei neue Wählerkreise zu erschließen. Bei der Landtagswahl 1970 traten verschiedene prominente Politiker anderer Parteien, die sich mit diesen überworfen hatten oder nicht mehr aufgestellt wurden, auf den Listen der Bayernpartei an. Aufgrund des hochgradig personalisierten Landtagswahlrechts in Bayern sollten so Persönlichkeitsstimmen gewonnen werden, die ebenfalls für die Liste zählen und somit für die Sitzverteilung entscheidend sind. Dies zeigte sich unter anderem darin, dass Plakate und Werbematerial in ungewöhnlich hohem Maße auf die Personen abzielten, während die Bayernpartei bei praktisch allen Wahlen davor und danach mit Themen zu punkten versuchte. Umgekehrt hofften diese Kandidaten, dass sie ihre Mandate behalten konnten. Diese Rechnung ging jedoch für beide Seiten nicht auf, die BP verpasste den Einzug in den Landtag mit 1,3 Prozent deutlich. Damit war der Stimmenanteil auf wenig mehr als ein Drittel des Wertes von 1966 gesunken. Einige der Bewerber gingen daher zu ihrer jeweiligen früheren Partei zurück. Allerdings blieb auch die abgesplitterte Konkurrenz von der Bayerischen Staatspartei mit 0,2 % völlig erfolglos.
Mehr ein Erfolg für den „politischen Familienverbund Volkholz“ (Die Zeit) als für die Bayernpartei war die Wahl von Paula Volkholz, Ehefrau von Ludwig Volkholz, 1970 zur Landrätin in Kötzting. Das Wahlergebnis sorgte bundesweit für Aufmerksamkeit, da Volkholz damit zur ersten Landrätin in Bayern wurde und als zweite Frau überhaupt in Deutschland auf den Chefsessel eines Kreises avancierte. Kandidiert hatte sie für die überparteiliche Wählergruppe „Gleiches Recht für alle“, die ihr Ehemann eigens für diese Wahl gegründet hatte. Nominiert wurde sie ebenfalls von der Bayernpartei, deren stellvertretender Landesvorsitzender Ludwig Volkholz zu dieser Zeit war. Ihr Amt erlosch aber schon 1972 mit der Gebietsreform, bei der der Landkreis aufgelöst wurde.
Die Kommunalwahlen von 1972 stellten bis dahin den absoluten Tiefpunkt in der Geschichte der Partei dar. Sie verlor alle Mandate in den kreisfreien Städten und konnte in ganz Bayern nur noch zwei Kreisräte stellen.
Die Landtagswahl 1974 verwies die BP mit einem Resultat von 0,8 % der Wählerstimmen nunmehr in den Bereich einer Splitterpartei.
Als der stellvertretende Landesvorsitzende Ludwig Volkholz beim Landesparteitag in Regensburg überraschend nicht zum Landesvorsitzenden gewählt wurde, trat er 1975 mit einer Anzahl weiterer Mitglieder aus der Bayernpartei aus, um anschließend die rechtsgerichtete Christliche Bayerische Volkspartei (Bayerische Patriotenbewegung) (C.B.V.) ins Leben zu rufen.

### Kurz vor der Auflösung (1978/79)
Durch die Gründung der Bayerischen Staatspartei 1967 hatte die Bayernpartei ca. 30 % der Mitglieder verloren, weshalb bereits zu diesem Zeitpunkt über eine Liquidation der Partei nachgedacht wurde, doch die Hälfte der abgewanderten Mitglieder kehrte 1970 wieder zur Bayernpartei zurück. Nachdem das Ergebnis bei der Landtagswahl 1978 aber einen erneuten Verlust von ca. 15 000 Wählern und einen Stand von nur noch 0,4 % gebracht hatte und seit der Kommunalwahl 1978 zudem keine BP-Vertreter mehr in Kreistagen saßen, stand Anfang 1979 die Bayernpartei wieder kurz vor der Auflösung. Aktive Mitglieder waren kaum noch vorhanden. Die Wochenzeitung Die Zeit charakterisierte die Organisationsfähigkeit der Partei als „mickriger als bei einem Schuhplattlerverein“. Zudem drückten noch Schulden aus dem Landtagswahlkampf von 1970 von knapp 143.000 Mark. Der Beschluss zur Auflösung der Partei war für März 1979 vorgesehen. Der vom Parteivorsitzenden Rudolf Drasch gestellte Antrag zur Auflösung der Partei wurde beim Landesparteitag 1979 von der Mehrheit der Delegierten abgelehnt. Drasch stellte sein Amt zur Verfügung, zu seinem Nachfolger wurde Max Zierl gewählt, der übrige Vorstand blieb im Amt.

### Bayernpartei ab 1980
In den 1980er Jahren setzte eine gewisse Konsolidierung auf niedrigem Niveau ein, die sich auch in der Wiedereingliederung der C.B.V. und ihres Vorsitzenden Ludwig Volkholz im Jahr 1988 ausdrückte. Eine Beruhigung der Situation zeigte sich auch in der Kontinuität durch die langen Amtszeiten der Vorsitzenden Max Zierl (1979–1989) und Hubert Dorn (1989–1999).

#### Streitpunkt Separatismus
Für die Zeit nach 1979 stellt Uwe Kranenpohl fest, dass die „militante Verfechtung bayerischer Eigenstaatlichkeit“ ein Streitthema innerhalb der Bayernpartei ist. Im 1993 aktualisierten Grundsatzprogramm war erstmals die Forderung nach einem „selbständigen bayerischen Staat in einem europäischen Staatenbund“ festgeschrieben. 1994 trat der ehemalige Vorsitzende und Ehrenvorsitzende der Partei, Rudolf Drasch, aus der Partei aus. Auch wenn Drasch diesen Schritt unter anderem damit begründete, dass unter Dorn der „absolute bayerische Separatismus zur obersten politischen Leitlinie“ geworden sei, so war diese radikale Forderung bereits unter seinem Vorgänger Parteidoktrin. „Bayern muß wieder selbständig werden, weg von denen da in Bonn, die schuld sind an den miesen Preisen für Agrarprodukte, am Rauschgift, schuld an Hurerei und Arbeitslosigkeit“ zitierte Die Zeit im Juni 1981 den damaligen Parteivorsitzenden Zierl und notierte, dass sich der „weißblaue Zwerg noch immer auf einen Paukenschlag“ verstehe.
Zur deutschen Wiedervereinigung strebte die Bayernpartei eine Popularklage vor dem Bayerischen Verfassungsgerichtshof an, die jedoch abgelehnt wurde. Die Partei hatte dabei die Meinung vertreten, dass Bayern 1949 das Grundgesetz abgelehnt habe und damit nicht Teil der Bundesrepublik geworden sei.

#### Teilnahme an Wahlen 1980–2003
Die Partei tritt regelmäßig zu den Wahlen zum bayerischen Landtag, seit 1987 zum deutschen Bundestag und seit 1984 zum Europäischen Parlament an. 1983 war eine Beteiligung an den vorgezogenen Bundestagswahlen geplant, jedoch konnten die benötigten Unterstützungsunterschriften nicht beigebracht werden.
Bei der Europawahl 1994 brachte es die BP im Freistaat auf einen Stimmenanteil von 1,6 Prozent. Dies war das beste Ergebnis bei Wahlen auf Landesebene seit 1966. Bei der Europawahl 2009 sorgte die Partei mit einem satirischen Werbeplakat, das nur außerhalb Bayerns Verwendung fand, für ein bundesweites Medienecho. Die zentrale Aussage „Wollt Ihr nicht auch die Bayern loswerden? Dann wählt die Bayernpartei“ provozierte die Medien im Freistaat eher zu Spott oder Wertungen wie „Skurrile Wahlwerbung“ und „bizarrstes Europawahlplakat“.

Altes Logo der Bayernpartei bis 2008

Der Zuspruch bei Wahlen auf Bundesebene war und ist deutlich geringer. Nachdem die Partei bei der Bundestagswahl 2002 mit knapp 10.000 Stimmen (0,1 % der gültigen Stimmen) ihr schlechtestes Ergebnis auf bayerischer Ebene seit ihrer Gründung erhalten hatte, konnte sie bei der vorgezogenen Bundestagswahl 2005 ihren Stimmenanteil in Bayern auf niedrigem Niveau wieder auf 0,5 % steigern und mit über 48.000 Zweitstimmen in der Bundestagswahl 2009 prozentual (0,7 %) wie absolut auf noch immer niedrigem Niveau immerhin das höchste Ergebnis bei Bundestagswahlen seit 1969 erzielen.
Bei den Landtagswahlen konnte sich die Partei noch am ehesten stabilisieren und lag ab den 90er Jahren bis 2003 bei Ergebnissen knapp unter oder über 1 %.
Gleichzeitig mit dem Landtag werden in Bayern die Bezirkstage gewählt. Dort gilt keine Sperrklausel, so dass die Bayernpartei von 1990 bis 2003 im Bezirkstag Oberbayern mit einem Abgeordneten vertreten war.
Auf kommunaler Ebene war die Partei seit 1984 wieder vereinzelt in Kreistagen vertreten und steigerte ihre parlamentarische Repräsentanz, wenn auch auf einem sehr niedrigen Stand, von 5 Kreisräten 1984 auf 15 im Jahre 2002.

### Entwicklung seit 2003
Von 2003 bis 2017 verzeichnete die BP bei allen Wahlen Stimmengewinne. Bei der Kommunalwahl 2008 erreichte die – weiterhin nur vereinzelt antretende – Bayernpartei ein landesweites Ergebnis von 0,4 Prozent. Sie erhielt 15 Mandate in den Kreistagen und stellte erstmals seit 1966 wieder einen Stadtrat in München. In kreisabhängigen Gemeinden gelang es ihr, 13 Mandate über eigene Listen und neun über gemeinsame Wahlvorschläge zu erringen.
Bei der Landtagswahl 2008 wurde mit Erreichen der 1,1 Prozent die Teilnahme an der staatlichen Parteienfinanzierung ermöglicht. 2013 konnte die Bayernpartei ihre Stimmenzahl gegenüber 2008 mehr als verdoppeln und erzielte mit 2,1 % ihr bestes Wahlergebnis seit 1966. In der alten Hochburg Niederbayern kam sie auf 3,2 %.
Die Wahlen zu den Bezirkstagen verliefen für die BP 2013 ebenfalls sehr erfolgreich. Zusätzlich zu Oberbayern, wo sie mit einem Abgeordneten bereits vertreten war, entsandte sie nun Vertreter in drei weitere Bezirkstage. In Oberbayern erreichte sie 4,27 %, gewann 2 Sitze hinzu und erlangte im Bezirkstag mit 3 Sitzen Fraktionsstärke.
Die Bundestagswahl 2013 brachte der Partei, verglichen mit 2009, zwar einen Zugewinn von ca. 9000 Wählerstimmen und (bezogen auf Bayern) 0,2 Prozentpunkten und damit ein Resultat wie zuletzt 1969, jedoch entschieden sich weniger als die Hälfte der Wähler der eine Woche zuvor durchgeführten Landtagswahl auch in diesem Urnengang für die Partei.
Zur Kommunalwahl 2014 kandidierte die BP in zwölf Landkreisen und zwei kreisfreien Städten (München und Landshut) und zog in deren Parlamente ein. Das Stadtratsmandat in München wurde bei Verlusten knapp gehalten, in den anderen Gebieten gewann die BP zum Teil deutlich hinzu. Ihre Mandatszahl in Kreisen und kreisfreien Städten stieg von 16 auf 36 und ihr landesweiter Stimmenanteil auf 0,6 Prozent. Nach 54 Jahren errang die BP erstmals wieder Mandate in Unterfranken. Im März und April 2016 traten in München zwei Stadträte der CSU, einer der Freien Wähler sowie ein für die SPD gewählter, dann einige Zeit parteiloser Abgeordneter zur Bayernpartei über. Im Januar 2019 folgte ein LKR-Abgeordneter, sodass die BP-Stadtratsfraktion mit sechs Mitgliedern nach den Grünen die viertstärkste im Münchner Stadtrat wurde.
Bei der Bundestagswahl 2017 blieb die Anzahl der Zweitstimmen für die BP auf dem Stand der vorherigen Wahl 2013. Aufgrund der höheren Wahlbeteiligung sank der Stimmenanteil jedoch um 0,1 %-Punkte auf 0,8 % (bezogen auf Bayern).
Die Landtagswahl 2018 brachte der Partei Verluste; allerdings hielt sie sich mit 1,7 % der Gesamtstimmen auf einem Niveau, das die weitere staatliche Förderung sicherstellte. Auch bei den Wahlen zu den Bezirkstagen büßte die BP Stimmen ein; sie war ab 2018 nur noch in drei statt bis dahin vier Bezirkstagen vertreten.
Bei der Kommunalwahl 2020 konnte die BP zwar in alle Gremien, in denen sie auch vorher vertreten war, wieder einziehen und sogar Sitze in einem weiteren Kreistag (Deggendorf) gewinnen, musste aber fast überall z. T. erhebliche Verluste verzeichnen und stellt nur noch 28 statt 36 Mandatsträger in den Räten der kreisfreien Städte und in den Kreistagen.
Die Entwicklung setzte sich auch bei der Landtagswahl 2023 fort. Für die Bayernpartei wurden nur noch 0,9 % der Stimmen abgegeben, wodurch sie nach 15 Jahren wieder aus der staatlichen Parteifinanzierung herausfiel, die Bezirkstagsmandate gingen bis auf eines in Oberbayern verloren.
Zu Europawahl in Deutschland 2024 verzichtete die Bayernpartei auf eine Kandidatur und begründete dies mit zu geringen Chancen auf einen Einzug ins Europäische Parlament.
Auf dem Landesparteitag am 3. Oktober 2024 in Odelzhausen trat der langjährige Vorsitzende Florian Weber zurück. Sein Nachfolger wurde der ehemalige Stadtrat Münchens, Thomas Hummel. Zudem wurde Robert Böhnlein aus Oberbayern zum neuen Generalsekretär gewählt.

## Inhaltliches Profil
In den Anfangsjahren war die Bayernpartei in erster Linie anti-preußisch und bayerisch-partikularistisch orientiert, eine darüber hinausgehende politisch-ideologische Basis existierte nicht bzw. nur in widerstreitenden Parteiflügeln. In späteren Jahren galt die Partei als konservativ bis reaktionär, in jüngerer Zeit wird sie programmatisch eher als liberal mit konservativen Einschlägen, im Hinblick auf die bayerische Staatlichkeit als separatistisch eingeschätzt.

### Programmatische Grundsätze
In ihrem Grundsatzprogramm „Mut zur Freiheit“ – beschlossen 1981, aktualisiert 1994 – positioniert sich die Bayernpartei als Partei mit christlich-konservativem Gedankengut: „Es geht nicht an, grundsätzliche Normen unserer Rechtsordnung zu ‚liberalisieren‘, nur weil ein Teil der Bürger nicht mehr gewillt ist, diese zu akzeptieren.“ Vor allem in den Anfangsjahren prägte die Bayernpartei – im Gegensatz zur CSU – eine deutliche Distanz zu den christlichen Kirchen, während die CSU vor allem die Nähe zur römisch-katholischen Kirche suchte. Allerdings kritisierte die Partei bspw. die Ablehnung des Papstbesuches 2011 durch weite Teile des Bundestags als intolerant. Einige programmatische Aussagen (z. B. Sonntagsfahrverbot, Schutz christlicher Feiertage, Schutz des ungeborenen Lebens im Landtagswahlprogramm 2008) und die Wortwahl der Partei sind ebenfalls durch christliche Wertvorstellungen beeinflusst.
In ihren aktuellen „Weiß-Blauen Grundsätzen“ – beschlossen 2011, aktualisiert 2017 – positioniert sich die Bayernpartei als regionalistische Partei: „In tiefer Sorge und in voller Erkenntnis der immer stärker werdenden Aushöhlung der Eigenstaatlichkeit Bayerns und der föderativen Staats- und Gesellschaftsordnung in Deutschland und Europa sieht es die Bayernpartei als ihre vornehmste Aufgabe an, das bayerische Staatsbewusstsein und demokratische Prinzipien zu pflegen und gegen den aufkeimenden Zentralismus zu verteidigen.“

#### Angestrebter Staatsaufbau
Die Bayernpartei fordert für den von ihr angestrebten unabhängigen Staat ein gewähltes Staatsoberhaupt: „Die Erfahrungen zeigen, dass ein Staatspräsident, der über der parteigebundenen Tagespolitik steht, oftmals vermittelnd eingreifen und allein durch sein Ansehen wichtige Impulse geben kann. Die Bayernpartei setzt sich daher für einen demokratisch gewählten Staatspräsidenten im Freistaat ein.“ Eine Rückkehr zur Erbmonarchie schließt die BP aus. Gleichwohl bestehen Kontakte zu Brauchtumsvereinen, die den Wittelsbachern nahestehen.
Der Ministerpräsident soll direkt durch das Volk gewählt werden, was einen Mittelweg zwischen parlamentarischer und präsidentieller Demokratie darstellt.
Des Weiteren möchte die Bayernpartei Bayern von einem in sich unitarischen zu einem föderalen Staat umbauen, in dem die (nach der Abtrennung der Rheinpfalz durch die Alliierten im Jahr 1946) verbliebenen drei Volksstämme der Baiern, Franken und Schwaben ein größeres Eigenleben zuerkannt bekommen sollen.

### Regionalisierung
Das dominierende politische Ziel der Bayernpartei ist die Wiedererlangung der vollen Souveränität des bayerischen Staates, ähnlich den Sezessionsbestrebungen in Schottland, Katalonien und Flandern. Bis dahin gelte es, „jeden Angriff und Übergriff auf die staatlichen Hoheitsrechte Bayerns mit allen Mitteln zu bekämpfen“. Die Forderungen nach Regionalisierung, die in fast allen Politikfeldern auftritt, ist unter dem Gesichtspunkt der allmählichen Abkoppelung von der Bundesrepublik zu sehen. Diese Forderung nach einer Regionalisierung ist in weiten Teilen Europas zurzeit sehr populär. Die Beispiele Schottland, Katalonien und Flandern führen zu einem gewissen Wiedererstarken der Bayernpartei. Auch die verschiedenen Affären der CSU nutzen der Bayernpartei. Zwischen Bundes- und Landespolitik unterscheidet die Bayernpartei nicht.
In vielen ihrer programmatischen Standpunkte plädiert die Bayernpartei für eine Stärkung der bayerischen Eigenverantwortung und die Rückführung wichtiger politischer Kompetenzen. In europäischer Hinsicht tritt sie für ein Europa der Regionen ein, sie ist Mitglied der Europäischen Freien Allianz, einer Partei des Europaparlaments.

### Beteiligung an Volksbegehren und Volksentscheiden

#### Austritt Bayerns aus der Bundesrepublik
Hauptziel der Bayernpartei ist ein von der Bundesrepublik Deutschland unabhängiger Freistaat Bayern. In der Satzung (§ 9 Abs. 2 Nr. 2) ist festgelegt, dass ausgeschlossen werden muss, „wer gegen die Eigenstaatlichkeit und das staatliche Eigenleben Bayerns handelt oder spricht“. Auch Aussagen zur Tagespolitik enthalten Hinweise auf eine spätere Unabhängigkeit Bayerns oder beziehen sich auf diese. Der Vorsitzende Florian Weber kündigte 2009 in der Mittelbayerischen Zeitung ein Volksbegehren mit dem Ziel, Bayerns Unabhängigkeit bis zum Jahr 2020 herzustellen, an. Bis April 2015 waren 7.050 der für die Einleitung eines Volksbegehrens notwendigen 25.000 Unterschriften gesammelt. Der Austritt wird finanzpolitisch, aber auch historisch begründet. Nach einer Studie von 2011 wollen 39 % der Bayern – egal ob Altbayern, Franken oder Schwaben, Einheimische oder Zugezogene – mehr Unabhängigkeit für den Freistaat. Die Zahl der Befürworter eines von der Bundesrepublik unabhängigen Freistaats ist in den letzten Jahren sogar noch gestiegen.
Die Verfassungsbeschwerde der Bayernpartei über die Durchführung eines bayerischen Unabhängigkeitsreferendums wurde 2016 nicht zur Entscheidung angenommen. Das Bundesverfassungsgericht sieht die Länder nicht als „Herren des Grundgesetzes“. Für Sezessionsbestrebungen einzelner Länder sei daher kein Raum.

#### Ablehnung von Rauchverboten
Im Jahr 2010 unterstützte die Bayernpartei als einzige Partei das hauptsächlich von Tabakindustrie und Tabakgroßhandel finanzierte „Aktionsbündnis ‚Bayern sagt nein!‘ für Freiheit und Toleranz“. Diese Initiative wollte eine Ablehnung des Volksbegehrens „Für echten Nichtraucherschutz!“ erreichen – ein Vorhaben, das deutlich scheiterte. Aus den Reihen der Partei wurde 2012 ein Volksbegehren „Ja zu ‚Wahlfreiheit für Gäste und Wirte‘“ initiiert, welches faktisch eine Rücknahme des 2010 erfolgreichen Volksentscheides zum Ziel hat. Die Bayernpartei begründet ihre ablehnende Haltung zum Nichtraucherschutz durch Rauchverbote in erster Linie mit dem Selbstbestimmungsrecht der Wirte und Gäste.

### Petitionen an den Bayerischen Landtag

#### Einführung eines Erziehungsgrundgehaltes
Die Bayernpartei initiierte Anfang Juni 2012 eine Petition an den Bayerischen Landtag mit der Forderung nach Einführung eines Erziehungsgrundgehaltes. Es soll zusätzlich zum Kindergeld an Eltern ausgezahlt werden, die keine staatlichen Betreuungsangebote für Kinder nutzen. Das Erziehungsgrundgehalt ist abhängig von Einkommen und Alter des Kindes. Nach dem Modell der Bayernpartei soll der Elternteil, der für die Betreuung des Kindes auf ein Arbeitsverhältnis verzichtet, bis zu 100 Prozent des früheren Nettoeinkommens bei Vorschulkindern und bis zu 50 Prozent bei schulpflichtigen Kindern erhalten. Je höher das Nettoeinkommen ist, umso höher fällt das Erziehungsgrundgehalt aus. Eine Komponente für den sozialen Ausgleich ist nicht vorgesehen. Finanziert werden soll das Erziehungsgrundgehalt durch Wegfall der bisherigen Leistungen und Freibeträge für Kinder, auf die der Landtag allerdings keinerlei Einfluss hat. Bisher wurde die Petition nicht eingereicht.

#### ESM ohne Bayern
Bereits Anfang Juli 2012 initiierte die Partei eine weitere Petition. In dieser wird der Bayerische Landtag aufgefordert, „eine Haftung Bayerns aus dem ESM mit allen zur Verfügung stehenden Mitteln zu bekämpfen“. Sie befürchtet, dass der Bund unbegrenzt für die Schulden anderer Staaten haftet und die daraus resultierenden Belastungen direkt und indirekt an die Bundesländer weitergegeben werden. Die Bayernpartei hatte sich bereits vorher mehrfach kritisch zum ESM geäußert und zur Teilnahme an einer Demonstration in München gegen den ESM aufgerufen. Bisher wurde die Petition noch nicht eingereicht.

### Weitere politische Standpunkte

#### Überwachungs- und Verbotsstaat verhindern, Bürgerrechte schützen
Die Bayernpartei spricht sich in ihrem Programm „Zehn Punkte in weiß-blau“ gegen einen „totalen Überwachungsstaat“ aus. Nach Ansicht der BP sollen PC-, Video- und Telefonüberwachung nur bei begründetem, dringendem Verdacht möglich sein. Die Privatsphäre der Bürger darf nach Meinung der BP grundsätzlich nur dann verletzt werden, wenn sie als Schutzmantel für schwere Verbrechen missbraucht wird. In ihrem Programm lehnt die BP sowohl auf nationaler als auch auf europäischer Ebene die flächendeckende Erfassung und Speicherung von biometrischen Daten und Fingerabdrücken sowie ihre Weitergabe an andere Staaten (z. B. an die USA) ab. Ein großes Problem sieht die Bayernpartei in der „Tendenz [des Staates], das Verhalten der Bürger immer mehr zu regeln und einzuschränken“.

#### Finanz-, Wirtschafts- und Sozialpolitik
Viele Forderungen der Bayernpartei zielen auf eine Abkoppelung Bayerns von den Wirtschafts-, Finanz- und Sozialsystemen des Bundes ab. Dazu zählt auch der Vorschlag einer Regionalisierung des Gesundheits- und Sozialsystems. Sowohl Solidaritätszuschlag als auch Länderfinanzausgleich sollen abgeschafft werden.
An Stelle der bisherigen Pendlerpauschale soll eine Entfernungskostenpauschale treten, die direkt von der Steuerschuld abgezogen wird. Damit soll eine Steuererleichterung erreicht werden, die unabhängig von der individuellen Steuerprogression ist. Bemessungsgrundlage für die Pauschale ist der durchschnittliche Spritpreis des Steuerjahres. Eine Aussage zur Gegenfinanzierung ist nicht vorhanden.
Sozialpolitische Aussagen der Bayernpartei betreffen hauptsächlich den Teilbereich Familie. Staatlichen Betreuungsangeboten steht die Partei ablehnend gegenüber. Sie setzt auf eine verstärkte Förderung elterlicher Erziehung in Form eines Erziehungsgrundgehaltes. Ein Betreuungsgeld in Höhe von 150 Euro monatlich wird als unzureichend betrachtet. Eine Erhöhung des Rentenalters wird abgelehnt, da dies lediglich zu Abschlägen bei den Bezügen führen würde.
„Eine Gleichsetzung von eheähnlichen Verhältnissen und Ehen“ lehnt die Bayernpartei als Widerspruch zur „natürliche[n] und sittliche[n] Grundlage der menschlichen Gemeinschaft“ ab.

#### Umwelt- und Agrarpolitik, Tierschutz
Die Bayernpartei sieht Umweltschutz als eine der großen politischen Herausforderungen, um Heimat und Lebensgrundlagen zu erhalten. Kritisch wird dagegen die Einschränkung der bürgerlichen Freiheiten aus Umweltschutzgründen gesehen. Der Mensch solle als Teil der Umwelt und nicht als Eindringling in diese wahrgenommen werden.
Erneuerbare Energien sollen gefördert werden, wobei die Energiewende jedoch dezentral gesteuert werden soll. Die Ökosteuer und Umweltzonen in Innenstädten sollen abgeschafft werden.
Weitere Forderungen sind landwirtschaftliche Direktvermarktung, Verbraucherschutz durch Herkunftsbezeichnungen, Verbot von Tiermehl und Agrarfabriken. Stattdessen sollen bäuerliche Klein- und Mittelbetriebe unterstützt werden. Die BP fordert ein Verbot von Tiertransporten und „unsinnigen“ Tierversuchen.

#### Innenpolitik und Justiz
Kostenloser Rechtsbeistand für Kriminalitätsopfer soll ermöglicht werden, ebenso die Förderung der europäischen und internationalen Zusammenarbeit. Der Föderalismus innerhalb Bayerns soll nach dem Leitmotiv der Subsidiarität gestärkt werden. Dies soll insbesondere durch Aufwertung der kommunalen Selbstverwaltung der Gemeinden und Landkreise geschehen; die Bezirke sollen eigene Gesetzgebungskompetenzen erhalten. Die Bayernpartei setzt sich für einen direkt gewählten Ministerpräsidenten und, obgleich es freundschaftliche Verbindungen auch zu monarchistischen Gruppierungen gibt, für einen demokratisch gewählten Staatspräsidenten ein.

#### Verteidigungs-, Außen- und Europapolitik
Die Bayernpartei spricht sich gegen Auslandseinsätze der Bundeswehr aus. Im Vordergrund steht der finanzielle Aspekt solcher Einsätze. Die Bundeswehr taucht zudem bei der Argumentation für einen unabhängigen Staat Bayern als Kostenfaktor auf.
In der Außenpolitik wird eine Aufnahme der Türkei in die Europäische Union abgelehnt. In einer Pressemitteilung wurde dies vorwiegend mit einer finanziellen Überforderung der EU begründet.
Seit 1948 bekennt sich die Partei zu einem „Vereinten Europa“, definiert diesen Begriff allerdings nicht weiter. Gleichzeitig übt sie Kritik an der Verlagerung von Kompetenzen hin zu europäischen Institutionen. Sie betont den – juristisch umstrittenen – Vorrang der Grundrechte der nationalen Verfassungen vor EU-Recht. Beim Landesparteitag am 30. Oktober 2011 in Bamberg befürwortete die Bayernpartei den Ausstieg Deutschlands aus dem Euro. Nach der Einrichtung eines unabhängigen Staates Bayern soll eine eigene Währung eingeführt werden.

#### Kultur- und Bildungspolitik
Die Partei spricht sich für den Ausbau der Bildungshoheit der Länder aus. Sie lehnt Einflussnahmen des Bundes, auch in Form von Zahlungen an die Länder, ab. Eine Angleichung der Schulsysteme innerhalb Deutschlands wird abgelehnt.
Das dreigliedrige Schulsystem soll erhalten bleiben, die Hauptschule jedoch durch berufliche Praktika aufgewertet werden. Eine wohnortnahe Schulbildung soll auch auf dem Land ermöglicht werden. Bayern soll für ein auf Gestaltungsfreiheit der Studierenden ausgelegtes Hochschulangebot sorgen. BAföG-Leistungen sollen elternunabhängig gezahlt werden, Studiengebühren werden abgelehnt.
Die Bayernpartei betont die „historisch gewachsenen kulturellen Unterschiede innerhalb Deutschlands“ und lehnt eine „deutsche Leitkultur“ ab. Die Vermittlung kultureller Kenntnisse durch Heimatkundeunterricht wird als Mittel der Integration verstanden. Die bayerischen Dialekte sollen erhalten und gepflegt werden.

## Organisation

### Politische Leitung
Parteitag
Das höchste politische Organ ist der Parteitag. In Publikationen der Partei wird er oft auch als Landesparteitag bezeichnet. Er wird als Mitgliederversammlung geführt. Die Teilnehmerzahl und die Zusammensetzung ist daher stark von Ort und Datum abhängig. Seine wichtigsten Aufgaben sind die Wahl des Landesvorstandes, die Ernennung von Ehrenmitgliedern und Entscheidungen über die politischen Grundsätze. Der Parteitag kann theoretisch jede Befugnis an sich ziehen.
Parteiausschuss
Der Parteiausschuss entspricht dem „kleinen Parteitag“ der meisten anderen Parteien. Gebildet wird er aus den Delegierten der Bezirksverbände und des Jungbayernbundes sowie die Mitglieder der Parteileitung. Der Parteiausschuss wählt einen eigenen Vorsitzenden und dessen Stellvertreter. Er ist das höchste Gremium zwischen den Parteitagen und übernimmt dessen Aufgaben, solange diese nicht explizit dem Parteitag vorbehalten sind.
Parteileitung
Die Parteileitung ist eine Besonderheit der Bayernpartei. Sie besteht aus dem Parteivorstand, den Ehrenvorsitzenden, den acht Delegierten der Bezirksverbände und einem Vertreter der Jugendorganisation. Sollten Fraktionen im Bundes-, Landtag oder in den Bezirkstagen bestehen, haben auch diese jeweils einen Sitz mit Stimme. Hauptaufgabe der Parteileitung ist die Koordination der politischen Arbeit der Untergliederungen und die Verabschiedung des Finanzhaushaltes.
Parteivorstand
Der Parteivorstand des Landesverbands besteht aus dem Vorsitzenden, seinen vier Stellvertretern, dem Schatzmeister, dem Schriftführer und dem Generalsekretär. Der Vorstand kann beliebig viele Mitglieder und Nichtmitglieder kooptieren. Diese haben allerdings kein Stimmrecht. Dem Landesvorstand obliegen die laufenden Parteigeschäfte. Er vertritt die Partei juristisch nach außen.
| Vorsitzender                    | Thomas Hummel                                                 |
| Stellvertretende Vorsitzende    | Richard Progl, Helmut Freund, Helmut Kellerer, Thomas Pfeffer |
| Schatzmeister                   | Martin Progl                                                  |
| Geschäftsführer                 | Marco Scholz                                                  |
| Generalsekretär                 | Robert Böhnlein                                               |
| Schriftführer                   | Georg Weiß                                                    |
| Stellvertretender Schriftführer | Markus Wagner                                                 |
| Pressesprecher                  | Harold Amann                                                  |

Parteivorsitzender
Ungewöhnlich ist die in der Satzung verankerte, starke Stellung des Parteivorsitzenden, in der Satzung Landesvorsitzender genannt. So legt § 52 fest „Der Landesvorsitzende ist der berufene Sprecher der Partei.“ und § 52 Abs. 1 konkretisiert „Zur Bekanntgabe parteiamtlicher Erklärungen, von Beschlüssen, Stellungnahmen oder Berichten zu aktuellen politischen oder parteiinternen Fragen an Presse, Rundfunk und Fernsehen oder an dritte Personen, die der Partei nicht angehören, ist der Landesvorsitzende zuständig.“ Diese Rechte stehen bei anderen Parteien normalerweise dem Vorstand in seiner Gesamtheit zu.

### Regionale Gliederung
Die Bayernpartei gliedert sich in insgesamt acht Bezirksverbände: Die Bezirksverbände Oberfranken, Mittelfranken, Unterfranken, Schwaben, Oberpfalz und Niederbayern sind deckungsgleich mit den jeweiligen bayerischen Regierungsbezirken. Der Bezirksverband München umfasst die Landeshauptstadt München, der Bezirksverband Oberbayern den restlichen gleichnamigen Regierungsbezirk. Darüber hinaus existieren Kreisverbände und Ortsverbände, von denen allerdings nicht alle aktiv sind.
Die Vorsitzenden der Bezirksverbände im Überblick:
| Mittelfranken | Benedikt Petsch      | München      | Richard Progl   |
| Niederbayern  | Florian Geisenfelder | Oberbayern   | Markus Wagner   |
| Oberfranken   | Markus Brunner       | Oberpfalz    | Alexander Weber |
| Schwaben      | Helmut Kellerer      | Unterfranken | Marco Scholz    |

### Parteipresse
Das Presseorgan Freies Bayern erscheint viermal im Jahr. Diese Zeitung wurde erstmals 1952 aufgelegt, erschien seither jedoch nicht durchgängig. Von 1949 bis 1954 erschien die „Bayerische Landeszeitung“ mit einer Auflage von zunächst 65.000 Exemplaren. Diese Wochenzeitung war vor allem als parteinahe Publikumszeitung, vergleichbar dem Bayernkurier der CSU, geplant, fuhr jedoch erhebliche Verluste ein, die schließlich zu ihrer Einstellung führten. Der „Bayernruf“, der von 1951 bis 1960 zweiwöchentlich erschien, wandte sich hingegen eher an die eigenen Mitglieder der Partei.

#### Soziale Medien
In den sozialen Medien ist die Partei sehr aktiv, z. B. auf Facebook mit weit über 40.000 Followern. Hier liegt sie sogar an dritter Stelle unter den Parteien in Bayern, hinter CSU und AfD.

### Jugendorganisation
Die Jugendorganisation der Partei ist der Jungbayernbund e. V. (JBB) mit Sitz in München. Er wurde auf Landesebene 1950 gegründet, nachdem es seit 1948 bereits regionale Gründungen gegeben hatte, und versteht sich als „Vereinigung der fränkischen, schwäbischen und bairischen Jugend im Freistaat“. Der Jungbayernbund (JBB) ist Mitglied im Ring Politischer Jugend (RPJ) Bayern. Vorsitzender der Jungbayern ist seit 14. Juli 2019 Mario Gafus, sein Vorgänger, der Frasdorfer Helmut Freund, wurde am 14. Juli 2019 zum Ehrenvorsitzenden ernannt, dessen Vorgänger, der Münchner Richard Progl, bereits am 21. Februar 2015. Die Jungbayern sehen sich der bayerischen Verfassungstradition verpflichtet und sind bestrebt, den Grundsatz der Selbstbestimmung der Völker zu verwirklichen.
| Vorsitzender                 | Dennis Ponert                               |
| Stellvertretende Vorsitzende | Florian Geisenfelder, Thomas Peffer         |
| Finanzbevollmächtigter       | Thomas Gründl, Stv. Tyran Braun             |
| Generalsekretär              | Michael Siegle, Stv. Maximilian Ziegler     |
| Schriftführer                | Maximilian Ziegler, Stv. Simone Peppennauer |
| Beisitzer                    | Raffael Fischer                             |
| Ehrenvorsitzende             | Helmut Freund, Richard Progl                |

## Beteiligung an Wahlen und Abstimmungen

### Beteiligung an Volksbegehren
Neben der Beteiligung an Wahlen nutzt die Bayernpartei auch die Mittel der Volksgesetzgebung. 1988 versuchte sie ein Volksbegehren gegen die Atomare Wiederaufarbeitungsanlage in Wackersdorf in die Wege zu leiten, das sich jedoch als rechtswidrig herausstellte. 1991 unterstützte sie das Volksbegehren „Das bessere Müllkonzept“ und im Jahr 1995 das Volksbegehren „Mehr Demokratie in Bayern: Bürgerentscheide in Gemeinden und Kreisen“. Diese waren gegen Entscheidungen der CSU-Mehrheit im Landtag gerichtet. 1997 kämpfte die Bayernpartei zusammen mit der CSU gegen das Volksbegehren „Schlanker Staat ohne Senat“, um die Abschaffung der 2. Kammer in Bayern zu verhindern. 2008 unterstützte sie als einzige Partei das Aktionsbündnis „Bayern sagt Nein!“, das sich gegen das Volksbegehren „Für echten Nichtraucherschutz!“ wandte.

### Wahlergebnisse seit 1946

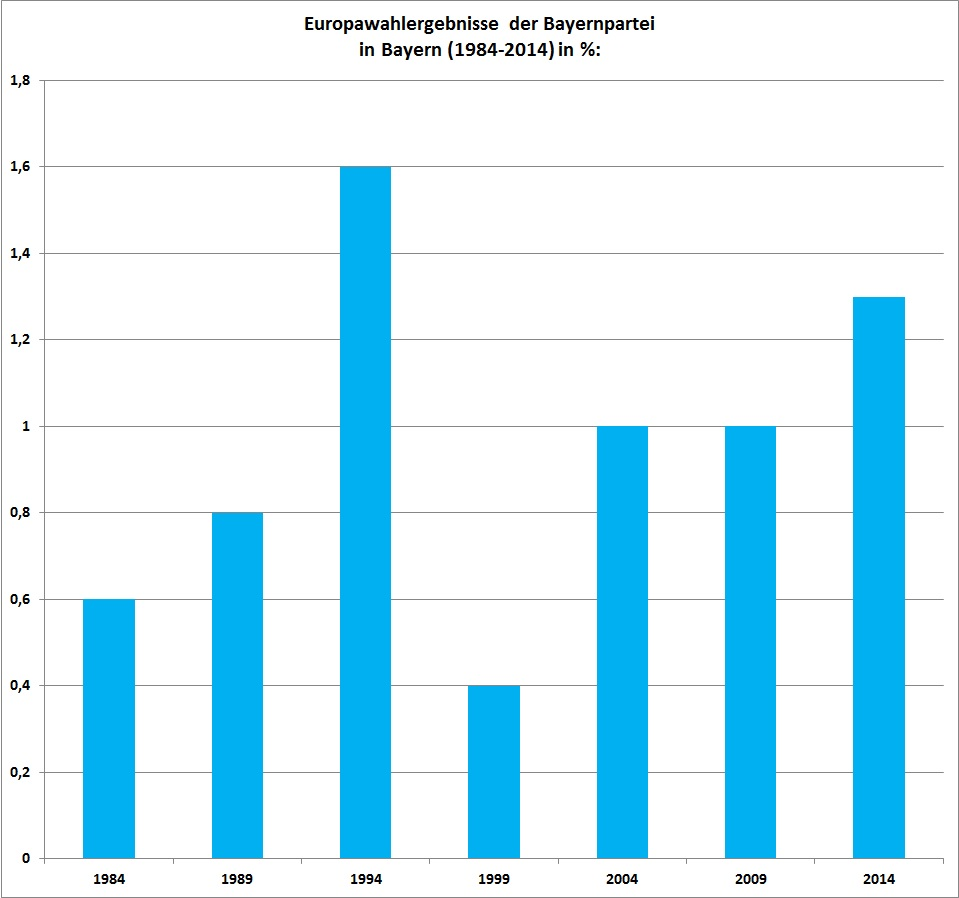
Bayernpartei Europawahlergebnisse in Bayern

Gesamtstimmenanteil der Bayernpartei in den Landkreisen und kreisfreien Städten bei der Landtagswahl in Bayern 2013. In Franken war die Partei deutlich schwächer als im restlichen Bayern. Die höchsten Stimmenanteile erhielt sie in ländlichen Gebieten.

| Wahljahr | Landtagswahl Bayern | Bundestagswahl (Zweitstimmenanteil in Bayern) | Europawahl (Stimmenanteil in Bayern) |
| -------- | ------------------- | --------------------------------------------- | ------------------------------------ |
| 2025     |                     | 0,2 %                                         |                                      |
| 2023     | 0,9 %               |                                               |                                      |
| 2021     |                     | 0,4 %                                         |                                      |
| 2019     |                     |                                               | 0,9 %                                |
| 2018     | 1,7 %               |                                               |                                      |
| 2017     |                     | 0,8 %                                         |                                      |
| 2014     |                     |                                               | 1,3 %                                |
| 2013     | 2,1 %               | 0,9 %                                         |                                      |
| 2009     |                     | 0,7 %                                         | 1,0 %                                |
| 2008     | 1,1 %               |                                               |                                      |
| 2005     |                     | 0,5 %                                         |                                      |
| 2004     |                     |                                               | 1,0 %                                |
| 2003     | 0,8 %               |                                               |                                      |
| 2002     |                     | 0,1 %                                         |                                      |
| 1999     |                     |                                               | 0,4 %                                |
| 1998     | 0,7 %               | 0,4 %                                         |                                      |
| 1994     | 1,0 %               | 0,6 %                                         | 1,6 %                                |
| 1990     | 0,8 %               | 0,5 %                                         |                                      |
| 1989     |                     |                                               | 0,8 %                                |
| 1987     |                     | 0,4 %                                         |                                      |
| 1986     | 0,6 %               |                                               |                                      |
| 1984     |                     |                                               | 0,6 %                                |
| 1982     | 0,5 %               |                                               |                                      |
| 1978     | 0,4 %               |                                               |                                      |
| 1974     | 0,8 %               |                                               |                                      |
| 1970     | 1,3 %               |                                               |                                      |
| 1969     |                     | 0,9 %                                         |                                      |
| 1966     | 3,4 %               |                                               |                                      |
| 1962     | 4,8 %               |                                               |                                      |
| 1958     | 8,1 %               |                                               |                                      |
| 1957     |                     | 3,2 % 1                                       |                                      |
| 1954     | 13,2 %              |                                               |                                      |
| 1953     |                     | 9,2 %                                         |                                      |
| 1950     | 17,9 %              |                                               |                                      |
| 1949     |                     | 20,9 %                                        |                                      |

### Mandate in Bezirkstagen
Die Bayernpartei entsandte bzw. entsendet Vertreter in folgende Bezirkstage:
| Regierungsbezirk Bezirk in Bayern: | Wahl 2023 BP-Sitze: | Wahl 2018 BP-Sitze: | Wahl 2013 BP-Sitze: | Wahl 2008 BP-Sitze: |
| ---------------------------------- | ------------------- | ------------------- | ------------------- | ------------------- |
| Oberbayern                         | 1                   | 2                   | 3                   | 1                   |
| Niederbayern                       | 0                   | 1                   | 1                   | 0                   |
| Schwaben                           | 0                   | 1                   | 1                   | 0                   |
| Oberpfalz                          | 0                   | 0                   | 1                   | 0                   |

## Vorsitzende

### Parteivorsitzende
| Zeitraum  | Name               |
| 1948–1952 | Joseph Baumgartner |
| 1952–1953 | Jakob Fischbacher  |
| 1953      | Anton Besold       |
| 1953–1959 | Joseph Baumgartner |
| 1959–1963 | Joseph Panholzer   |
| 1963–1966 | Robert Wehgartner  |
| 1966–1967 | Helmut Kalkbrenner |
| 1967      | Simon Weinhuber 1  |
| 1967–1973 | Hans Höcherl       |
| 1973–1976 | Franz Sponheimer   |
| 1976–1979 | Rudolf Drasch      |
| 1979–1989 | Maximilian Zierl   |
| 1989–1999 | Hubert Dorn        |
| 1999–2001 | Hermann Seiderer   |
| 2001–2002 | Jürgen Kalb        |
| 2002–2007 | Andreas Settele    |
| 2007–2024 | Florian Weber      |
| seit 2024 | Thomas Hummel      |

### Fraktionsvorsitzende im Bayerischen Landtag
| Zeitraum  | Name                       |
| 1950–1954 | Joseph Baumgartner         |
| 1954–1957 | Carljörg Lacherbauer       |
| 1957–1960 | Jakob Fischbacher          |
| 1960      | Joseph Panholzer           |
| 1960–1963 | Karl von Brentano-Hommeyer |
| 1963–1966 | Joseph Panholzer           |

### Speziell zur Spielbankenaffäre und der Rolle der BP und CSU darin
- Heinrich Senfft: Glück ist machbar. Der bayerische Spielbankenprozeß, die CSU und der unaufhaltsame Aufstieg des Doktor Friedrich Zimmermann. Ein politisches Lehrstück. Kiepenheuer und Witsch, Köln 1988, ISBN 3-462-01940-6; Droemer Knaur, München 1991, ISBN 3-426-04050-6
- Treff im Café Annast. In: Der Spiegel. Nr. 42, 1955 (online – 12. Oktober 1955).
- Das Spenden-Roulette. In: Der Spiegel. Nr. 22, 1959 (online – 27. Mai 1959).
- Weiße Manschetten. In: Der Spiegel. Nr. 6, 1960 (online – 3. Februar 1960).
- Die Meineid-Falle. In: Der Spiegel. Nr. 10, 1960 (online – 2. März 1960).
- Sogenannte weiße Weste. In: Der Spiegel. Nr. 37, 1970 (online – 7. September 1970).
- Narren gefressen. In: Der Spiegel. Nr. 39, 1970 (online – 21. September 1970).
- Ungeheure Macht. In: Der Spiegel. Nr. 30, 1971 (online – 19. Juli 1971).
- Drei kleine Zettel. In: Der Spiegel. Nr. 17, 1974 (online – 22. April 1974).
- Gehandelt wie die sizilianische Mafia. In: Der Spiegel. Nr. 33, 1988 (online – 15. August 1988).